# Isabel Robalino
Isabel María Josefina Robalino Bolle (Barcelona, 14 de octubre de 1917 - Quito, 31 de enero de 2022) fue una abogada, dirigente sindical, activista y política ecuatoriana.

## Biografía
Nació el 14 de octubre de 1917 en Barcelona, donde su familia se encontraba debido al trabajo de su padre como cónsul en Ginebra. Realizó sus estudios secundarios en el Colegio Nacional Mejía y los superiores en la Universidad Central del Ecuador, donde contó con el expresidente Camilo Ponce Enríquez como maestro, y donde obtuvo en 1944 el título de abogada, convirtiéndose en la primera mujer en graduarse de la carrera de leyes en la Universidad Central.
Luego de terminar la universidad fue nombrada vocal del Tribunal del Crimen. En 1946 ocupó brevemente el cargo de concejala de Quito, convirtiéndose en la primera mujer en ocupar dicho puesto. Entre 1959 y 1961 fue presidenta de la Corte Nacional de Menores.
Su vocación al servicio de las clases trabajadoras la llevó a participar en las conspiraciones previas a la Revolución del 28 de mayo de 1944, conocida como "La Gloriosa". En septiembre de 1947 dirigió personalmente la toma del Palacio de Gobierno contra la dictadura del general Carlos Mancheno. También se enfrentó penalmente a varios empresarios liberales, entre los cuales constaría el futuro presidente León Febres-Cordero Ribadeneyra, en defensa de los trabajadores.
Fue escogida por las organizaciones obreras como su representante funcional en la Asamblea Constituyente de 1966 y como senadora en 1968, convirtiéndose en la primera mujer senadora en la historia de Ecuador. Durante su tiempo como legisladora impulsó leyes en favor de las clases trabajadoras.
Entre las organizaciones que fundó se cuentan la Confederación de Obreros Católicos, el Instituto Ecuatoriano para el Desarrollo Social, la Juventud Universitaria Femenina, la Escuela de Trabajo Social Mariana de Jesús, entre otras.